# Mien van der Meulen-Nulle

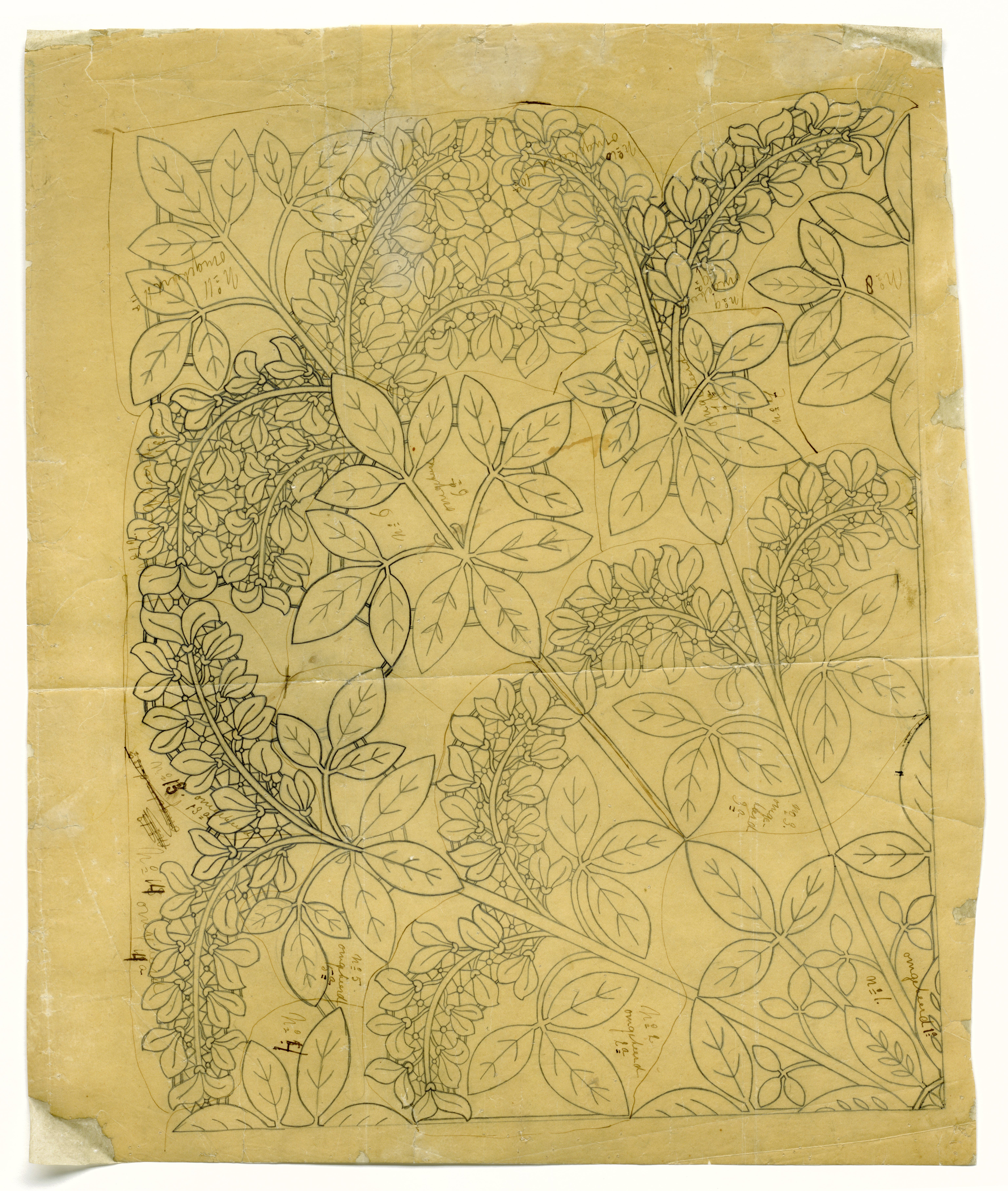
Ontwerptekening op calqueerpapier voor een kleed van kloskant met goudenregentakken en -bloemen

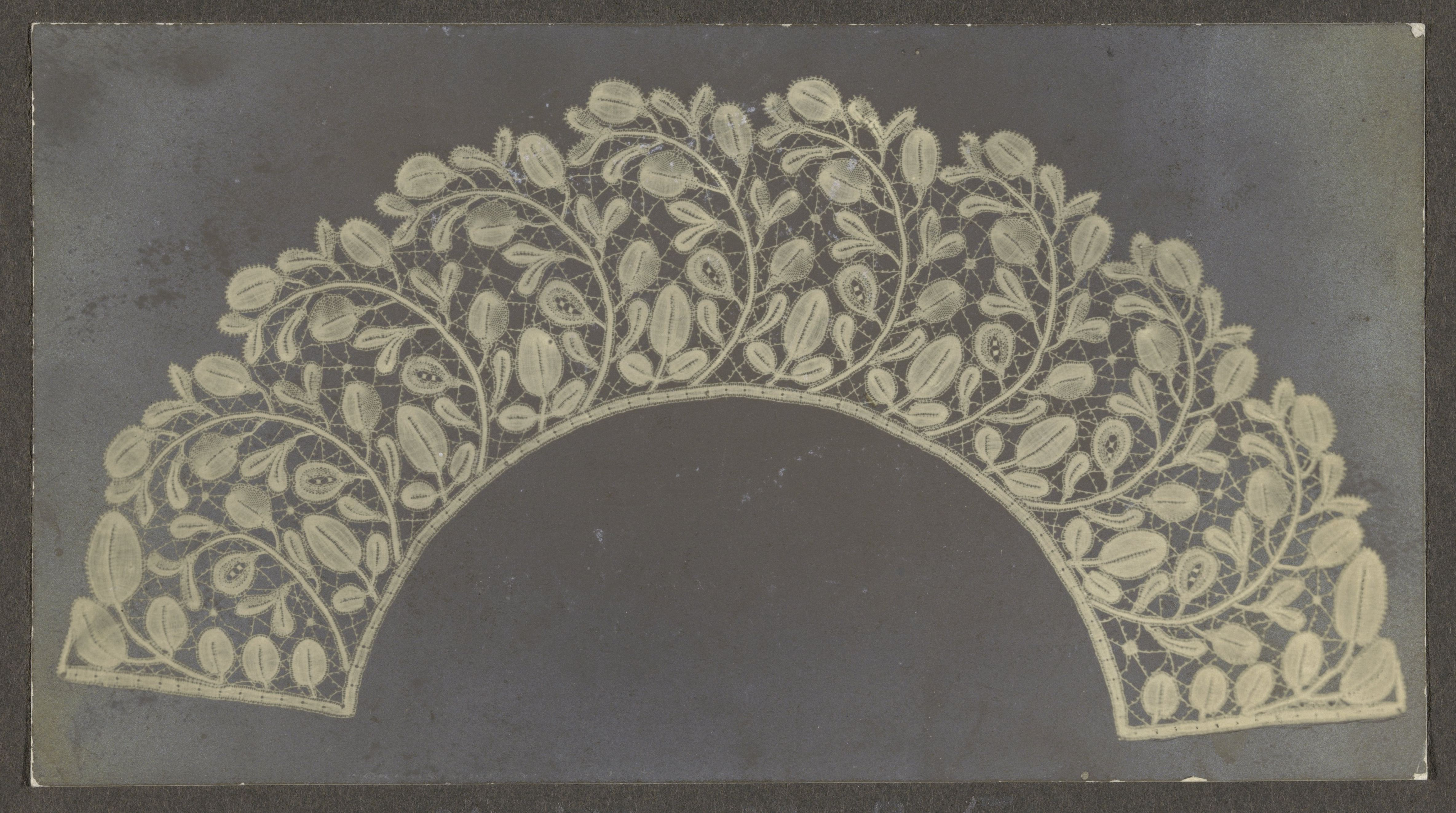
Foto van een waaierblad van kant met een rij in één richting gebogen takken, collectie Rijksmuseum

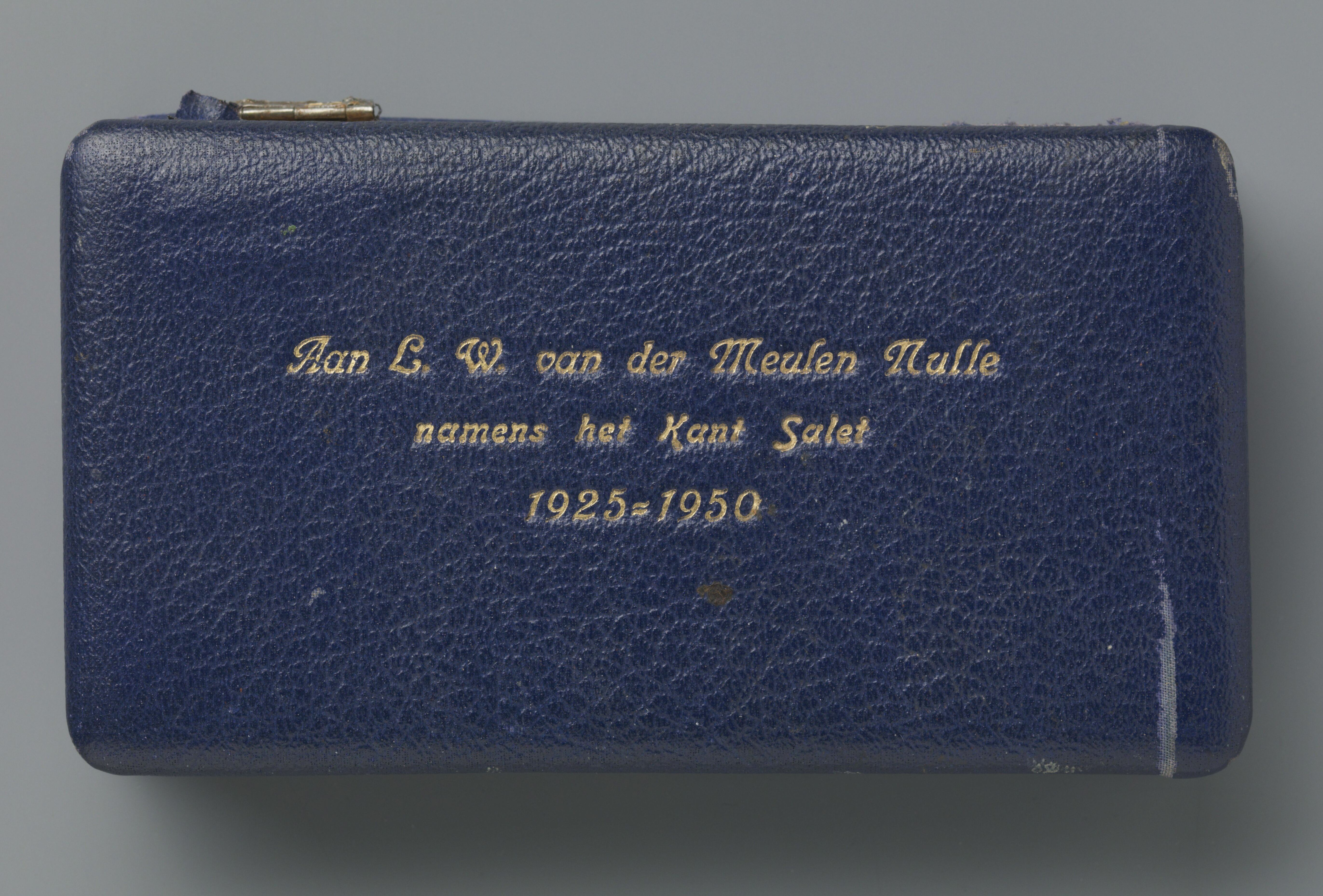
Naaidoosje van blauw kunstleer waarop staat Aan L.W. van der Meulen Nulle namens het Kant Salet 1925-1950, collectie Rijksmuseum

Louisa Wilhelmina (Mien) van der Meulen-Nulle (Den Haag, 17 maart 1884 - Winterswijk, 8 januari 1982) was een Nederlandse docente kanttechniek en directrice van de Koninklijke Nederlandsche Kantwerkschool in Den Haag.
Nulle volgde nuttige handwerken aan de Industrieschool voor Meisjes in Den Haag. Via boeken kwam ze in aanraking met kant. Aanvullende lessen kreeg ze van Elisabeth Manhave, een voormalige leerlinge van de kantwerkschool in Sluis. In 1903 gaf zij les aan de Kantwerkschool, destijds gevestigd in Apeldoorn, op verzoek van de Nederlandse regering opgericht door Agathe Wegerif-Gravestein. Op 22-jarige leeftijd werd ze in 1906 directrice van de kantwerkschool toen die verhuisde naar Den Haag. Ze kreeg beschikking over een bijbehorend atelier. Het ontwerp van de wiegbekleding voor prinses Juliana in 1909 was van haar hand. Ter gelegenheid van een optocht in Leiden die de intocht van Frederik Hendrik in 1629 voorstelde, ontwierp ze in 1910 verschillende 17e-eeuws kant aan de hand van schilderijen. Het leverde diverse onderscheidingen op.
In 1911 beëindigde ze haar werkzaamheden in Den Haag en werd ze docent aan de Rijksschool voor Kunstnijverheid Amsterdam. In 1914 werd ze lid van de V.A.N.K., de Nederlandsche Vereeniging voor Ambachts- en Nijverheidskunst. Voor de Nederlandse overheid onderzocht ze in 1916 in Sumatra of daar een kantproductie mogelijk zou zijn. Ze verbleef van januari 1916 tot augustus 1918 in Nederlands Indië. In de jaren twintig en dertig hield ze zich bezig met de samenstelling van particuliere kantcollecties van Anna Jiskoot-Pierson (1891-1969), Octavie Idenburg-Siegenbeek van Heukelom (1931-1967) en Johanna Elisabeth van Nierop (1882).
Zij werkte eveneens mee met de ordening van de kantcollectie van het Rijksmuseum Amsterdam. Met conservatrice Nellie Hudig van het Rijksmuseum richtte ze in 1925 Kantsalet op, een Nederlandse kantvereniging die lezingen hield in het museum. Nulle heeft diverse literatuur op haar naam staan over kant. In 1936 publiceerde ze het rijk geïllustreerde standaardwerk Kant..
Haar kantwerk is opgenomen in diverse collecties waaronder Museum Boijmans en het Rijksmuseum Amsterdam. In 1979 werd ze benoemd tot ridder in de Orde van Oranje-Nassau.
- Bibsys: 2039603
- Digitale Bibliotheek voor de Nederlandse Letteren: meul079
- International Standard Name Identifier: 0000 0003 9736 7345
- Library of Congress Control Number: nr99022942
- Nationale Bibliotheek van Tsjechië: xx0316184
- Nederlandse Thesaurus van Auteursnamen: 069556962
- Virtual International Authority File: 12916306
- WorldCat: E39PBJjT4Xgpp7vgJFbcJX4THC